# Propalaeocastor
Propalaeocastor es un género extinto muy mal conocido de castor (familia Castoridae) que vivió a principios del Oligoceno de Europa y Asia. El material recientemente descrito de una nueva especie de Propalaeocastor, P. irtyshensis, indica que el género es probablemente el más antiguo miembro conocido de la subfamilia Castorinae (Wu et al., 2004), la cual incluye a todos los castóridos más cercanamente relacionados con los castores actuales (del género Castor) que al extinto castor gigante (del género Castoroides). Previamente, Propalaeocastor había sido relacionado con castores mucho más basales como Agnotocastor y Anchitheriomys (Korth, 2002). De acuerdo con Wu y colegas, Propalaeocastor, específicamente P. butselensis, es probablemente el ancestro del mejor conocido castorino euroasiático Steneofiber.